# Gripau raucador de ventre de foc
El gripau raucador de ventre de foc (Bombina bombina) és una espècie d'amfibi anur de la família Bombinatoridae que viu a Europa.

## Descripció
Aquest gripau mesura entre 2,5 i 6 cm i pesa entre 2 i 13 g. La seva part dorsal és habitualment de color gris, marró o verdós amb taques gris fosc o negre. El seu ventre és de color vermell o taronja amb nombroses taques de color negre blavós i petits punts blancs. La seva pell produeix una toxina que pot irritar les membranes mucoses i que li serveix per protegir-se dels depredadors.

## Distribució i hàbitat
S'acostuma a troba en gran varietat d'hàbitats de baixa altitud, des del nivell del mar fins als 730 metres. Viu en aiguamolls, pantans, rius i estanys de poca profunditat, de 50 a 70 cm.
Es distribueix per gran part de l'Europa central i oriental. Des de Dinamarca, el sud de Suècia i el nord d'Alemanya fins als Urals a l'est, el sud del delta del Danubi, Turquia i les muntanyes del Caucas. N'hi ha una petita població introduïda al Regne Unit.

## Reproducció
L'aparellament es produeix entre els mesos de maig i juliol. Les femelles ponen els ous, entre 80 i 300, i d'uns 14-18 mm de diàmetre. Quan es desclouen, els capgrossos mesuren uns 55 mm, són de color marró i tenen 2 bandes longitudinals al llarg de la seva columna vertebral. La seva maduresa sexual arriba entre els 2 i els 4 anys, i la seva esperança de vida en llibertat arriba als 12 anys.

## Amenaces
En general l'espècie no es troba en perill, però en certs punts de l'Europa occidental pot perdre el seu hàbitat degut a la contaminació de les aigües, la modernització de les tècniques agrícoles i el canvi climàtic. També es pot veure amenaçat per la destrucció de les zones humides, la pressió urbanística i la mortaldat a les carreteres. En certes regions, hi pot haver hibridació amb el gripau raucador de ventre groc.